# Carmel de la Paix
Le carmel de la Paix est un couvent de l'Ordre du Carmel, situé sur le territoire de la commune de Mazille dans le département français de Saône-et-Loire et la région Bourgogne-Franche-Comté.

## Description
Le carmel de Notre-Dame de la Paix, édifié de 1969 à 1971 par le catalan Josep Lluís Sert (1902-1983), est une belle illustration du mouvement moderne parfaitement intégré au paysage de la Saône-et-Loire. L’architecte, qui a travaillé auprès de Le Corbusier, a su adapter les lignes pures et l’usage du béton au programme de construction des Carmélites. Malgré cela, le carmel de Mazille reste une réalisation relativement peu connue de l'architecte catalan, auteur, entre autres, de la fondation Maeght à Saint-Paul-de-Vence et de la fondation Joan Miró à Barcelone.

## Protection
Ce couvent fait l'objet d'une inscription au titre des monuments historiques depuis le 30 septembre 2013.